# Plüderhausen
Plüderhausen ist eine Gemeinde östlich von Schorndorf im Rems-Murr-Kreis in Baden-Württemberg. Sie gehört zur Region Stuttgart (bis 1992 Region Mittlerer Neckar) und zur Metropolregion Stuttgart.

## Geographie

### Geographische Lage

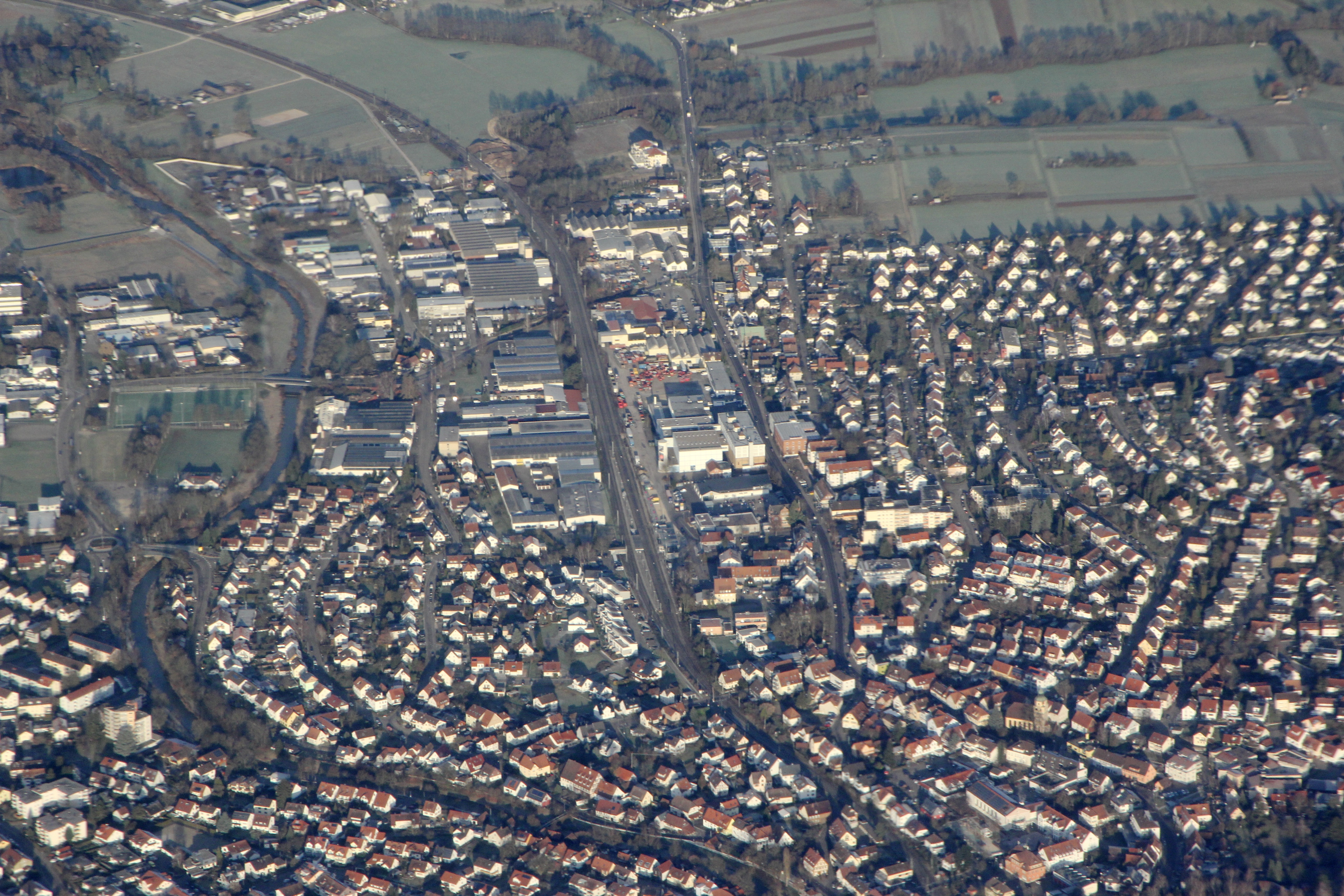
Luftbild von Plüderhausen

Die Gemeinde liegt im Remstal, eingebettet zwischen den Höhen des Schurwaldes und des Welzheimer Waldes zwischen 260 und 505 m Höhe, das Zentrum auf 274 m.

### Nachbargemeinden
An das Gemeindegebiet grenzen im Norden Welzheim, im Osten Lorch-Waldhausen, im Südosten Börtlingen, im Süden Adelberg, im Westen Schorndorf und im Nordwesten Urbach.

### Gemeindegliederung
Zur Gemeinde gehören die Dörfer Plüderhausen und Walkersbach, der Weiler Aichenbachhof und die Höfe Eibenhof, Köshof, Neuweilerhof, Plüderwiesenhof und Schautenhof. Im Gemeindegebiet liegen die abgegangenen Ortschaften Linthalten, Neuweiler und Tannschöpflenshof. Die Gemeinde ist zudem in die beiden Wohnbezirke Plüderhausen (mit Plüderhausen, Plüderwiesenhof, Aichenbachhof und Neuweilerhof) und Walkersbach (mit Walkersbach, Schautenhof, Köshof und Eibenhof) gegliedert.
Das Gemeindegebiet ist durch einen schmalen Keil Urbacher Gemarkung nach Nordosten zum Walkersbachtal in einen größeren südlichen Teil um Plüderhausen und einen kleinen nördlichen um Walkersbach geteilt. Hinzu kommt eine sehr kleine Gemeindeexklave um den Schautenhof nördlich von Walkersbach.

### Flächenaufteilung
Nach Daten des Statistischen Landesamtes, Stand 2014.

## Geschichte

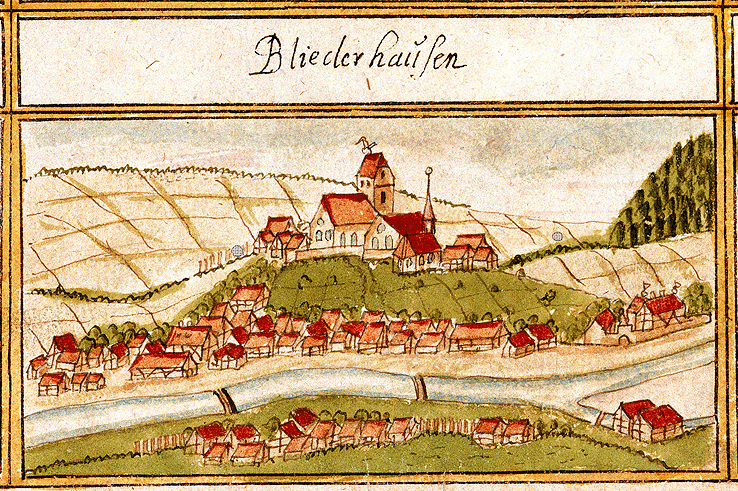
Plüderhausen, Forstlagerbuch von Andreas Kieser, 1685

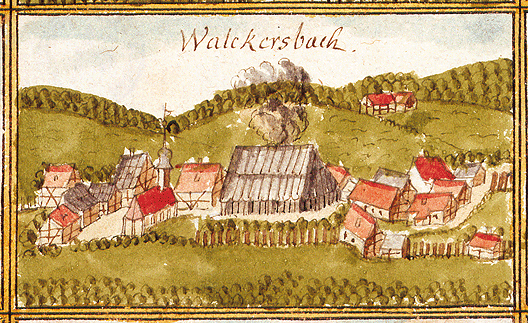
Walkersbach mit Glashütte, Forstlagerbuch von Andreas Kieser, 1685

### Mittelalter
Plüderhausen wurde erstmals 1142 als „Pliderhusen“ erwähnt. Der Name soll vom althochdeutschen blidheri hergeleitet sein, was ungefähr „froher Krieger“ bedeutet. Während der Zeit der Staufer unterstand Plüderhausen den auf dem Elisabethenberg bei Waldhausen ansässigen staufischen Ministerialien. Ab 1246 herrschten die Grafen von Württemberg über den Ort, der ab 1421 als Unteramt der württembergischen Vogtei Schorndorf unterstellt war. Der spätere Ortsteil Walkersbach wurde 1262 erstmals erwähnt, ist aber vermutlich viel älter.

### Frühe Neuzeit
1519 brannte Jörg Staufer, Mitglied des Schwäbischen Bundes, von Göppingen kommend während eines Feldzuges gegen Herzog Ulrich von Württemberg die Kirche von Plüderhausen und 80 Wohnhäuser nieder. Im selben Jahr wurde die Kirche neu gebaut. 1536 wurde in Plüderhausen die Reformation eingeführt. Als Kurfürst Johann von Sachsen 1546 nach Niederlagen im Schmalkaldischen Krieg den Rückzug einleitete, übernachtete er mit seinem Heer vom 27. auf den 28. November in Plüderhausen, wobei es zu Plünderungen kam.
1626 wurde der heute noch benutzte Friedhof angelegt.
Infolge des Dreißigjährigen Krieges starben viele Plüderhäuser, viele andere flüchteten, so dass von den rund 1800 Einwohnern bei Kriegsbeginn nur noch 57 zu Kriegsende verblieben. Sieben Jahre später waren es wieder rund 700.

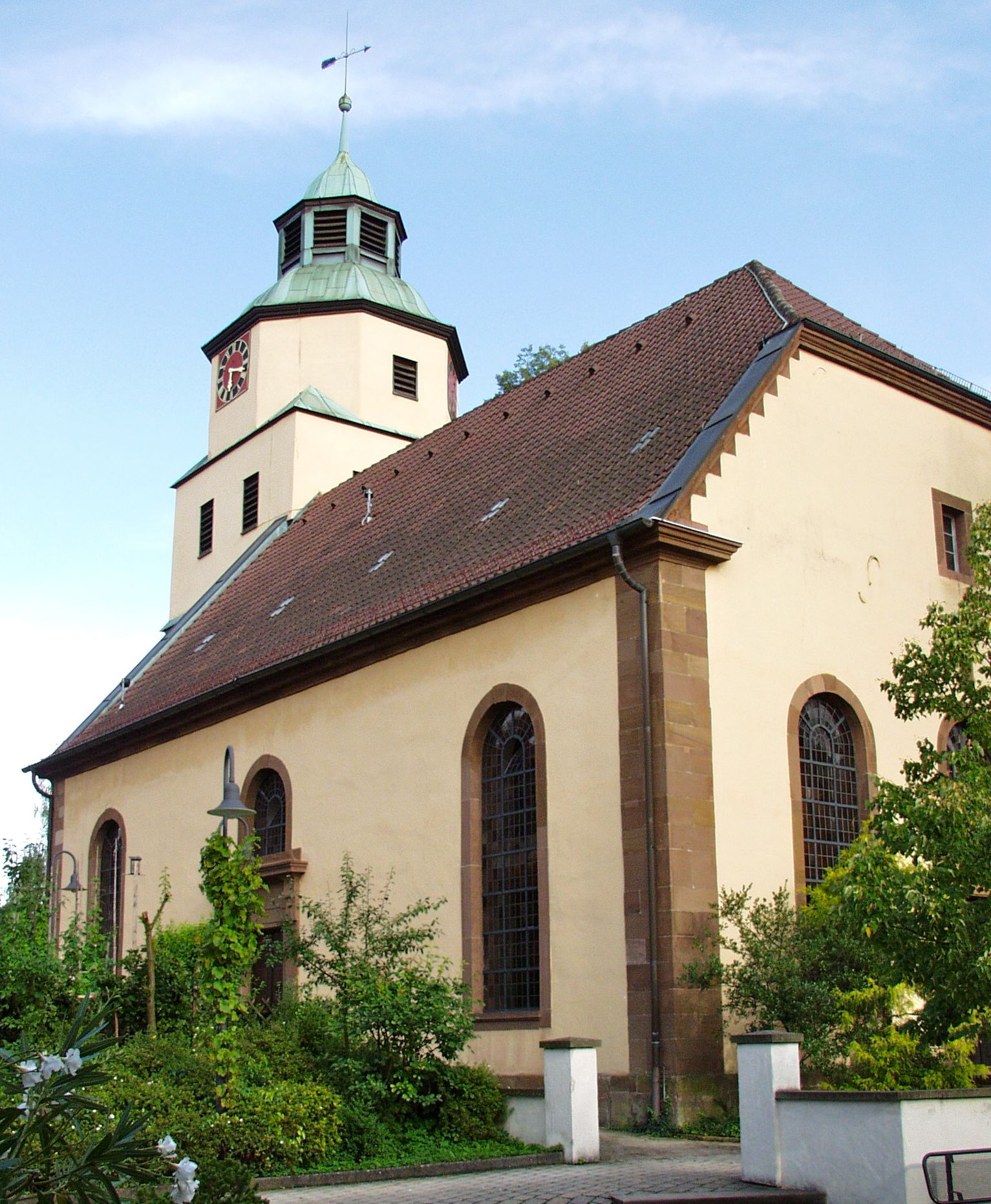
Margaretenkirche (evang.) von 1804

1804 wurde anstelle der Kirche von 1519 die Sankt-Margarethen-Kirche gebaut; Chor und Turm wurden dabei erhalten. 1805 erhielt Plüderhausen Marktrechte.

### Königszeit
Plüderhausen mit seinem noch bis 1818 bestehenden Unteramt wurde bei der Umsetzung der neuen Verwaltungsgliederung im 1806 gegründeten Königreich Württemberg vom Oberamt Schorndorf getrennt und 1807 dem Oberamt Welzheim unterstellt.
Im selben Jahr wurde das rund 5 Kilometer nordwestlich gelegene Walkersbach ein Ortsteil von Plüderhausen. Die Beschreibung des Oberamtes Welzheim von 1845 hebt die Bedeutung des Obstbaus hervor.
1861 wurde der Abschnitt Cannstatt–Wasseralfingen der Remsbahn eingeweiht, wodurch Plüderhausen Anschluss an das Streckennetz der Württembergischen Staatseisenbahnen erhielt. 1863 begann der Bäcker Jakob Friedrich Schüle mit der maschinellen Erzeugung von Spätzle und Nudeln, und begründete damit die spätere Eierteigwarenfabrik Schüle-Hohenlohe AG.
1907 wurde die Schlossgartenschule gebaut, 1914 das neue Rathaus.

### Zeitgeschichte
Bei der Kreisreform während der NS-Zeit in Württemberg gelangte Plüderhausen 1938 zum Landkreis Waiblingen.
Durch den Zweiten Weltkrieg wurde Plüderhausen nicht beschädigt, der Ort wurde am 20. April 1945 kampflos der US-Armee übergeben.
1945 wurde die Gemeinde Teil der Amerikanischen Besatzungszone und gehörte somit zum neu gegründeten Land Württemberg-Baden, das 1952 im jetzigen Bundesland Baden-Württemberg aufging.
1953 wurde die Eierteigwarenfabrik Schüle-Hohenlohe AG stillgelegt, die zum größten Arbeitgeber des Ortes geworden war.
1963 fanden die ersten Plüderhäuser Festtage statt.
1973 erfolgte die Kreisreform in Baden-Württemberg, bei der Plüderhausen zum Rems-Murr-Kreis kam.

### Eingemeindungen
- 1807: Walkersbach (Exklave)

### Einwohnerentwicklung
| Jahr | Einwohner |
| ---- | --------- |
| 1630 | 1825      |
| 1655 | 600       |
| 1825 | 1800      |
| 1871 | 1725      |
| 1890 | 1816      |
| 1900 | 1788      |
| 1910 | 2038      |
| 1925 | 2373      |
| 1939 | 2579      |
| 1950 | 2724      |
| 1961 | 4088      |
| 1970 | 5545      |

| Jahr | Einwohner |
| ---- | --------- |
| 1975 | 7108      |
| 1976 | 7704      |
| 1985 | 8422      |
| 1990 | 9187      |
| 1995 | 9332      |
| 2000 | 9549      |
| 2005 | 9585      |
| 2010 | 9252      |
| 2015 | 9368      |
| 2019 | 9552      |

## Religionen
Eine Kirche ist in Plüderhausen seit 1295 bezeugt und gehörte zum Bistum Augsburg. Die Kirche war zunächst Peter und Paul geweiht, ab 1537 St. Margareta. Den Kirchensatz hatten die Staufer 1142 dem Kloster Elchingen geschenkt. Die heutige evangelische Margaretenkirche wurde im 15. Jahrhundert erbaut. Unter Herzog Ulrich wurden 1536 die Rechte des Klosters Elchingen durch ein Tauschgeschäft abgelöst und sodann die Reformation durchgeführt. Bis in die Mitte des 20. Jahrhunderts war die altwürttembergische Gemeinde überwiegend evangelisch geprägt. Die evangelische Kirchengemeinde gehörte zum Kirchenbezirk Welzheim bis zu seiner Auflösung 1978; seitdem gehört sie zum Kirchenbezirk Schorndorf.

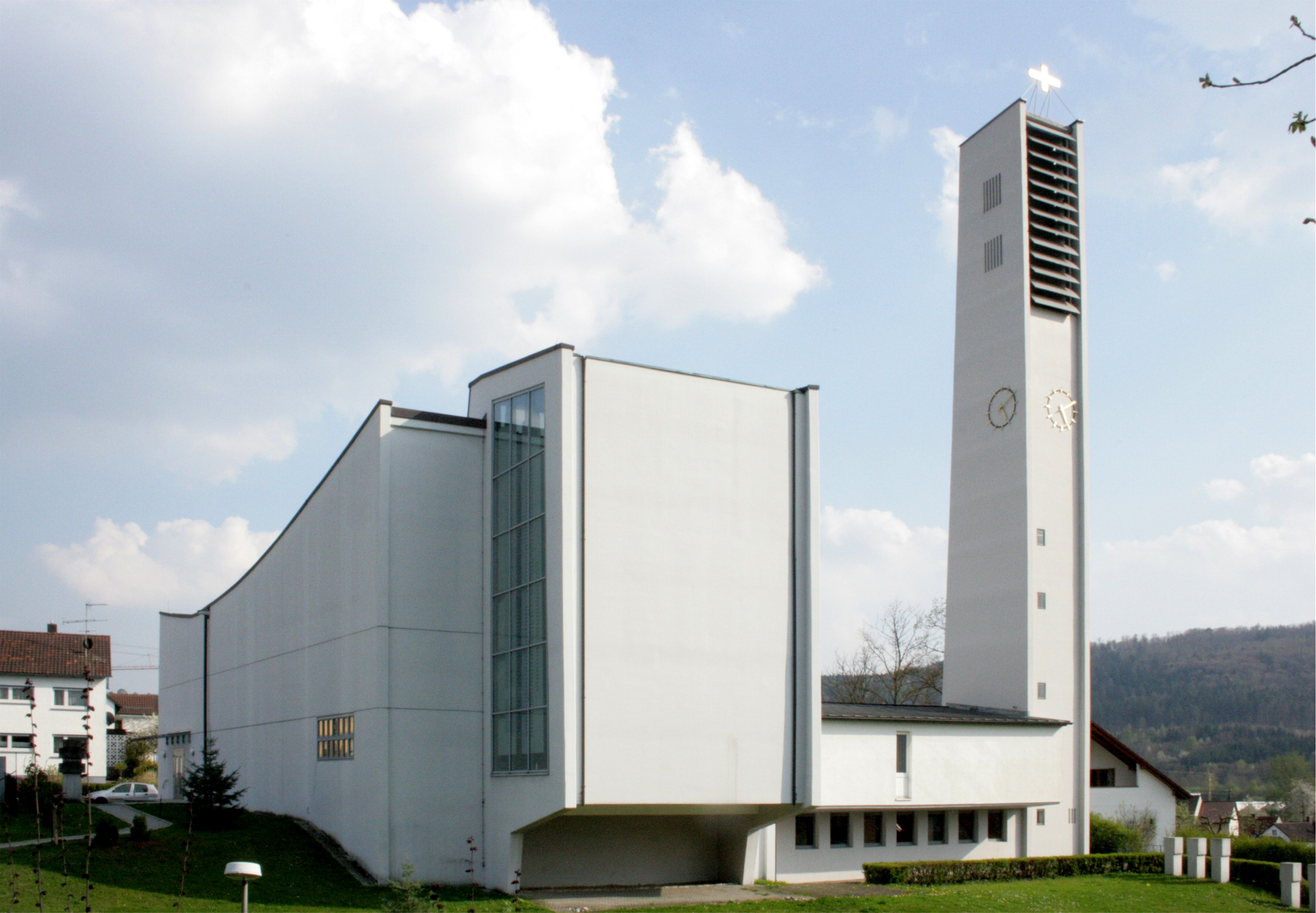
Katholische Herz-Jesu Kirche (2010)

Eine nennenswerte Anzahl von Katholiken kam erst durch die Umwälzungen nach dem Zweiten Weltkrieg nach Plüderhausen. Die Kirche zum Heiligsten Herzen Jesu wurde 1960 erbaut und 1967 als eigene Pfarrei eingerichtet. Diese gehört zum Dekanat Rems-Murr der Diözese Rottenburg-Stuttgart.
In Plüderhausen gibt es heute insgesamt sieben verschiedene Kirchen:
- die evangelische Margaretenkirche
- die evangelische Petruskirche in Walkersbach
- die katholische Herz-Jesu-Kirche
- die Evangelisch-methodistische Kirche
- Gemeinde Gottes – Christliches Zentrum Life
- Neuapostolische Kirche
- Süddeutsche Vereinigung
- Volksmission entschiedene Christen.

## Politik

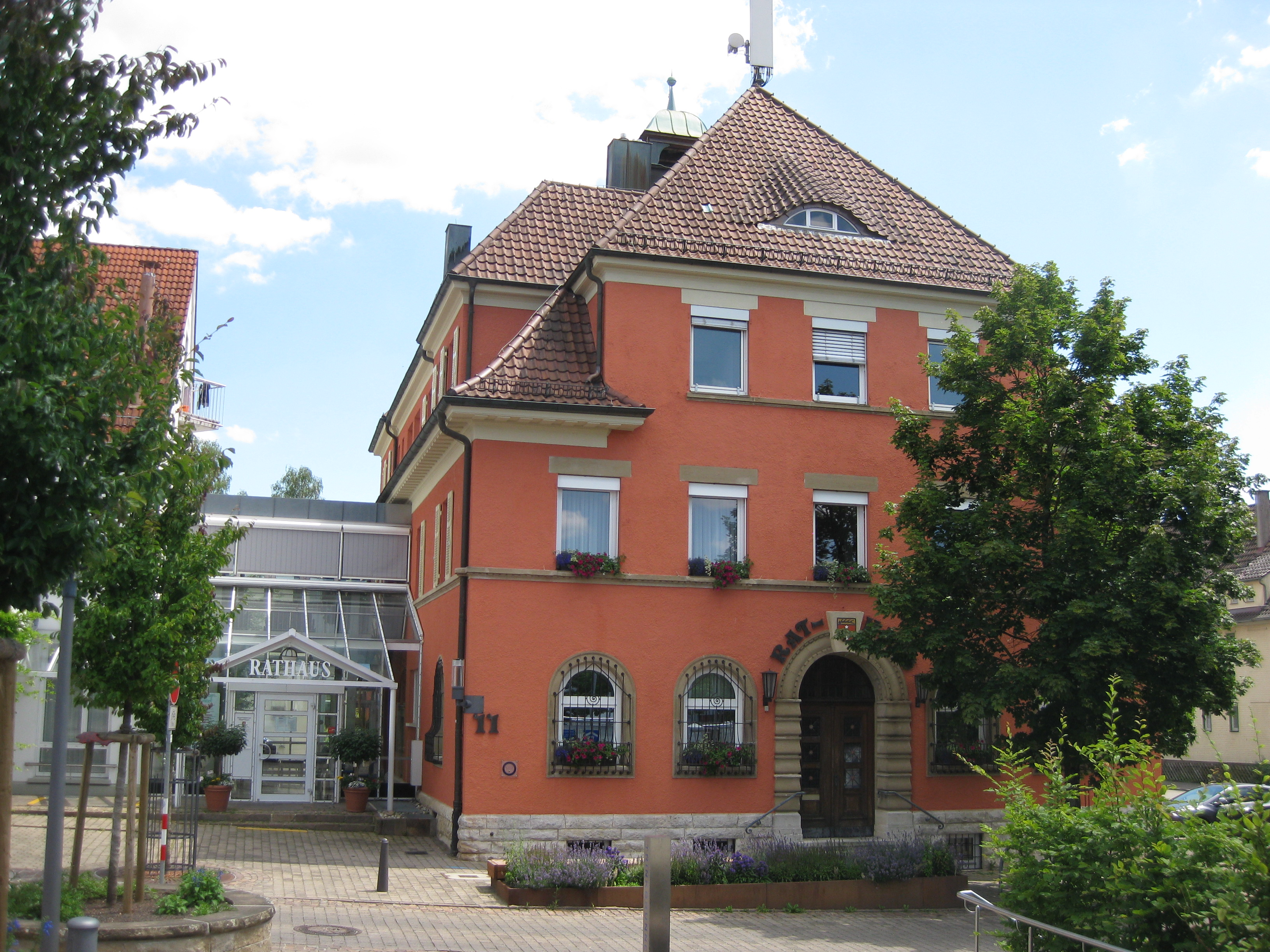
Rathaus

### Mitgliedschaft in wichtigen Organisationen
- Plüderhausen ist Sitz des Gemeindeverwaltungsverbands Plüderhausen-Urbach, in dem Plüderhausen und Urbach Mitglied sind.
- Plüderhausen ist Mitglied des Tourismusverein Remstal-Route e. V.
- Plüderhausen ist Mitglied des Naturpark Schwäbisch-Fränkischer Wald e. V.

### Bürgermeister
Andreas Schaffer wurde im Februar 2018 im ersten Wahlgang mit 68,3 % der Stimmen wiedergewählt. Es war seine fünfte Amtszeit. Seit Juli 2021 ist Benjamin Treiber neuer Bürgermeister. Schaffer hatte seine letzte Amtszeit nicht beendet.

### Gemeinderat
In Plüderhausen wird der Gemeinderat nach dem Verfahren der unechten Teilortswahl gewählt. Dabei kann sich die Zahl der Gemeinderäte durch Überhangmandate verändern. Der Gemeinderat in Plüderhausen hat nach der letzten Wahl 20 Mitglieder (vorher 18). Die Kommunalwahl am 9. Juni 2024 führte zu folgendem Endergebnis. Der Gemeinderat besteht aus den gewählten ehrenamtlichen Gemeinderäten und dem Bürgermeister als Vorsitzendem. Der Bürgermeister ist im Gemeinderat stimmberechtigt.
| Parteien und Wählergemeinschaften | Parteien und Wählergemeinschaften                  | % 2024 | Sitze 2024 | % 2019 | Sitze 2019 | Kommunalwahl 2024 %403020100 30,6 %27,7 %15,4 %15,3 %11,0 % CDUFW-FDSPDGLUUBPGewinne und Verlusteim Vergleich zu 2019 %p 12 10 8 6 4 2 0 −2 −4 −6 −8−10−0,1 %p+1,2 %p−8,3 %p−3,8 %p+11,0 %pCDUFW-FDSPDGLUUBP |
| CDU                               | Christlich Demokratische Union Deutschlands        | 30,6   | 6          | 30,7   | 6          | Kommunalwahl 2024 %403020100 30,6 %27,7 %15,4 %15,3 %11,0 % CDUFW-FDSPDGLUUBPGewinne und Verlusteim Vergleich zu 2019 %p 12 10 8 6 4 2 0 −2 −4 −6 −8−10−0,1 %p+1,2 %p−8,3 %p−3,8 %p+11,0 %pCDUFW-FDSPDGLUUBP |
| FW-FD                             | Freie Wähler – Freie Demokraten Plüderhausen e. V. | 27,7   | 5          | 26,5   | 5          | Kommunalwahl 2024 %403020100 30,6 %27,7 %15,4 %15,3 %11,0 % CDUFW-FDSPDGLUUBPGewinne und Verlusteim Vergleich zu 2019 %p 12 10 8 6 4 2 0 −2 −4 −6 −8−10−0,1 %p+1,2 %p−8,3 %p−3,8 %p+11,0 %pCDUFW-FDSPDGLUUBP |
| SPD                               | Sozialdemokratische Partei Deutschlands            | 15,4   | 3          | 23,7   | 5          | Kommunalwahl 2024 %403020100 30,6 %27,7 %15,4 %15,3 %11,0 % CDUFW-FDSPDGLUUBPGewinne und Verlusteim Vergleich zu 2019 %p 12 10 8 6 4 2 0 −2 −4 −6 −8−10−0,1 %p+1,2 %p−8,3 %p−3,8 %p+11,0 %pCDUFW-FDSPDGLUUBP |
| GLU                               | Grüne Liste Umwelt                                 | 15,3   | 3          | 19,1   | 4          | Kommunalwahl 2024 %403020100 30,6 %27,7 %15,4 %15,3 %11,0 % CDUFW-FDSPDGLUUBPGewinne und Verlusteim Vergleich zu 2019 %p 12 10 8 6 4 2 0 −2 −4 −6 −8−10−0,1 %p+1,2 %p−8,3 %p−3,8 %p+11,0 %pCDUFW-FDSPDGLUUBP |
| UBP                               | Unabhängige Liste Plüderhausen                     | 11,0   | 2          | --     | --         | Kommunalwahl 2024 %403020100 30,6 %27,7 %15,4 %15,3 %11,0 % CDUFW-FDSPDGLUUBPGewinne und Verlusteim Vergleich zu 2019 %p 12 10 8 6 4 2 0 −2 −4 −6 −8−10−0,1 %p+1,2 %p−8,3 %p−3,8 %p+11,0 %pCDUFW-FDSPDGLUUBP |
| gesamt                            | gesamt                                             | 100,0  | 20         | 100,0  | 20         | Kommunalwahl 2024 %403020100 30,6 %27,7 %15,4 %15,3 %11,0 % CDUFW-FDSPDGLUUBPGewinne und Verlusteim Vergleich zu 2019 %p 12 10 8 6 4 2 0 −2 −4 −6 −8−10−0,1 %p+1,2 %p−8,3 %p−3,8 %p+11,0 %pCDUFW-FDSPDGLUUBP |
| Wahlbeteiligung                   | Wahlbeteiligung                                    | 63,0 % | 63,0 %     | 57,9 % | 57,9 %     | Kommunalwahl 2024 %403020100 30,6 %27,7 %15,4 %15,3 %11,0 % CDUFW-FDSPDGLUUBPGewinne und Verlusteim Vergleich zu 2019 %p 12 10 8 6 4 2 0 −2 −4 −6 −8−10−0,1 %p+1,2 %p−8,3 %p−3,8 %p+11,0 %pCDUFW-FDSPDGLUUBP |

## Wirtschaft und Infrastruktur

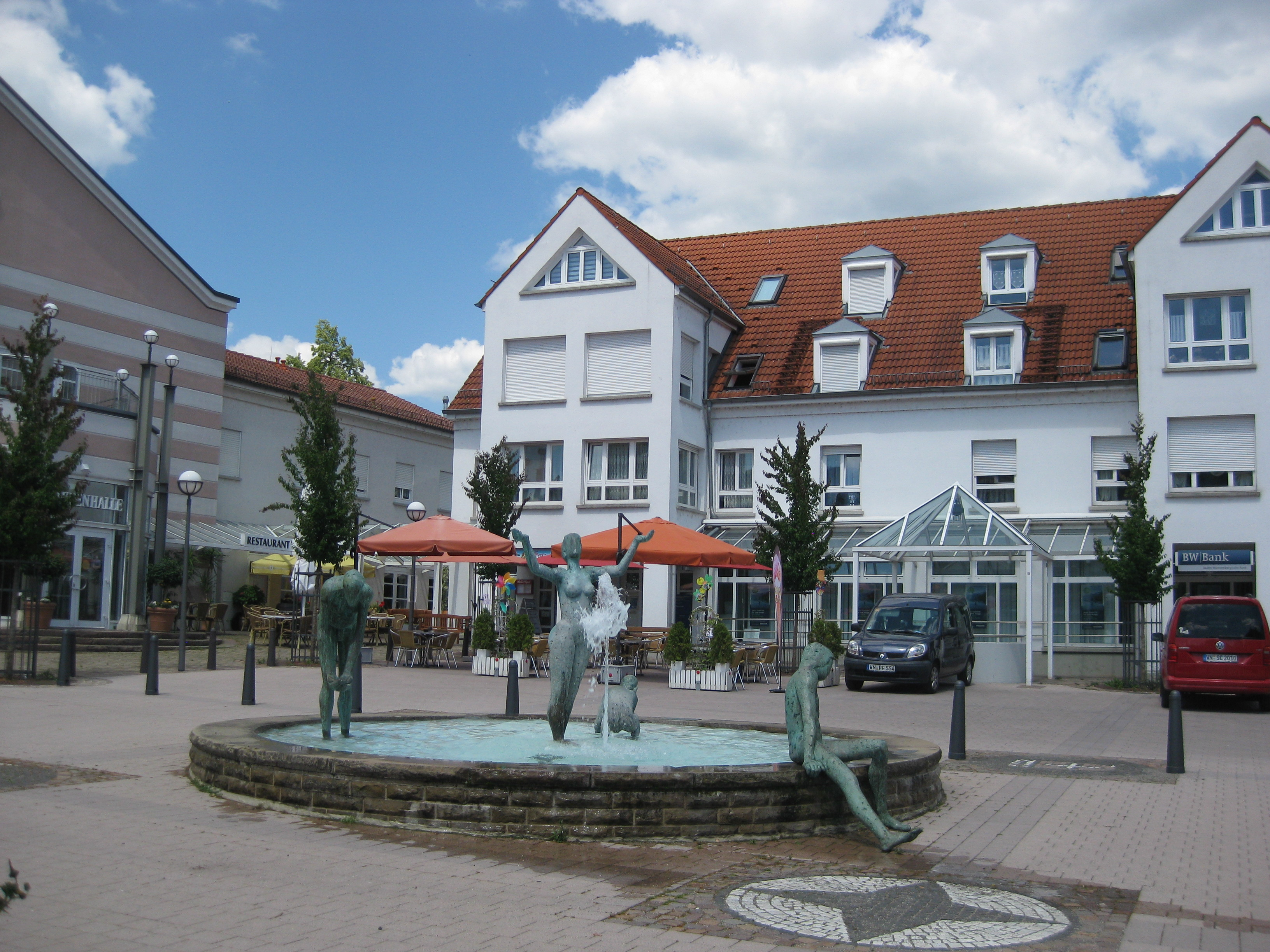
Marktbrunnen und Staufenhalle

### Verkehr
In Plüderhausen halten RegionalBahn-Züge der Remstalbahn zwischen Stuttgart und Aalen. Zudem verkehren die Buslinien 243 und 248 zwischen Plüderhausen, Urbach und Schorndorf. Alle öffentlichen Verkehrsmittel sind in den Verkehrs- und Tarifverbund Stuttgart (VVS) integriert.
Durch eine Alltagsroute aus dem Radnetz Baden-Württemberg ist Plüderhausen über Lorch mit Schwäbisch Gmünd und in der anderen Richtung über Urbach mit Schorndorf verbunden. Durch Plüderhausen führt der Remstal-Radweg, der als Landes-Radfernweg von Aalen kommend zur Mündung der Rems in den Neckar in Remseck führt und dann noch durch Fellbach und Kernen im Remstal nach Weinstadt verläuft.
Plüderhausen hat eine Anschlussstelle zur hier vierspurig ausgebauten Bundesstraße 29 zwischen Stuttgart und Aalen.

### Ansässige Unternehmen
- Plüderhausen ist Produktionsstandort der Oskar Frech GmbH & Co KG, eines Herstellers von Druckgießmaschinen. Oskar Frech hat Ende 2007 das Areal von Schuler Hydrap mit über 12.000 m² Produktionsfläche übernommen. Die Produktion von Schuler Hydrap wurde im Schuler-Konzern an andere Standorte verlagert.

### Historische Unternehmen
- Eierteigwarenfabrik Schüle-Hohenlohe bis 1953, damals größter Arbeitgeber in Plüderhausen.
- Erhardt Bischoff – Die Firma wurde nach dem Zweiten Weltkrieg in Stuttgart gegründet und fertigte zuerst Bowdenzüge. In den 1950er Jahren erfolgte der Umzug nach Plüderhausen in die Birkenallee. Aufgrund der Drahtseilprodukte wurde die Firma bei den Einheimischen meist als Drahtseilbischoff bezeichnet. Diese Produkte wurden in den nächsten Jahrzehnten schrittweise ersetzt durch kaltgeformte Blechteile und gebogene Rohre. Mit diesen Artikeln und auch Baugruppen wie Abgasanlagen und Wärmetauschern wurde die Firma Bischoff ein bedeutender Zulieferer von deutschen und französischen Automobilherstellern. Zeitweise wurden bis zu 600 Personen beschäftigt und Zweigwerke in Adelmannsfelden und Schechingen betrieben. Anfang der 1990er Jahre kam das Aus für den Kfz.-Teile-Zulieferer.

### Bildungseinrichtungen
- Hohbergschule mit Grund-, Haupt- und Werkrealschule, Realschule.
- Sieben Kindergärten (vier gemeindliche, zwei evangelisch-lutherische, ein römisch-katholischer), darunter ein Waldkindergarten in Walkersbach und eine Ganztagesbetreuung.
- Die Volkshochschule Schorndorf bietet vor allem für die Erwachsenen viele Kurse in Plüderhausen an.
- Gemeindebücherei

### Freizeit- und Sportanlagen
Östlich von Plüderhausen befindet sich ein Freizeitgelände mit einem Badesee, einer Minigolf-Anlage, Angelteichen und Tennisplätzen. Eine Schießanlage und ein Beach-Volleyball-Feld befinden sich am Schützenhaus.
Plüderhausen besitzt zwei Sportanlagen: den Gänswasen (Austragungsort der Fußballspiele des SV Plüderhausen) und den Sandbühl (Waldsportplatz).
Sporthallen sind die Hohbergsporthalle mit einem Außenplatz für Handball und Fußball, einer Weit- und Hochsprunganlage und einer 100-Meter-Sprintbahn und die Staufenhalle mit Gymnastikraum.

## Kultur und Sehenswürdigkeiten

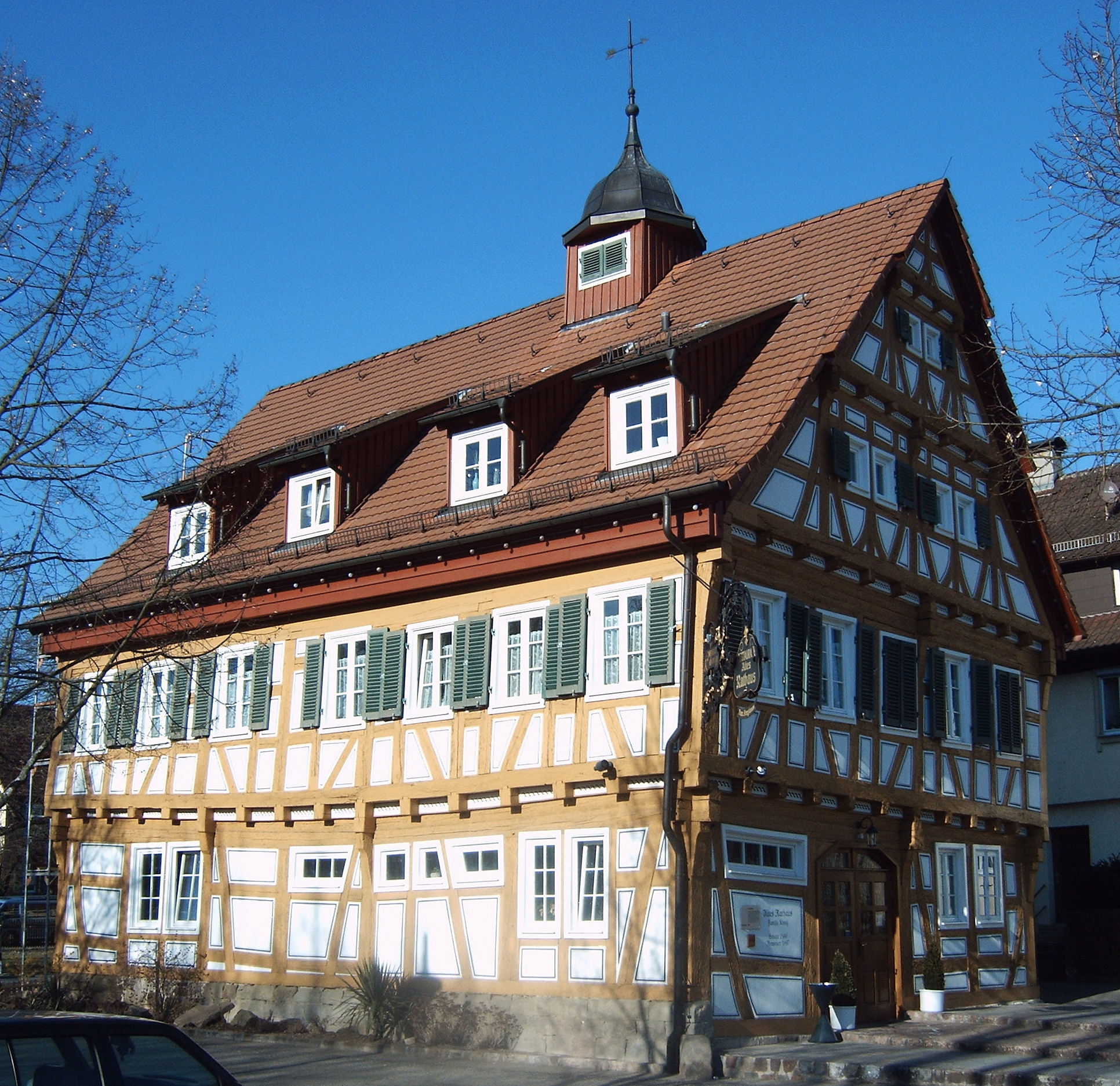
Altes Rathaus, erbaut 1569

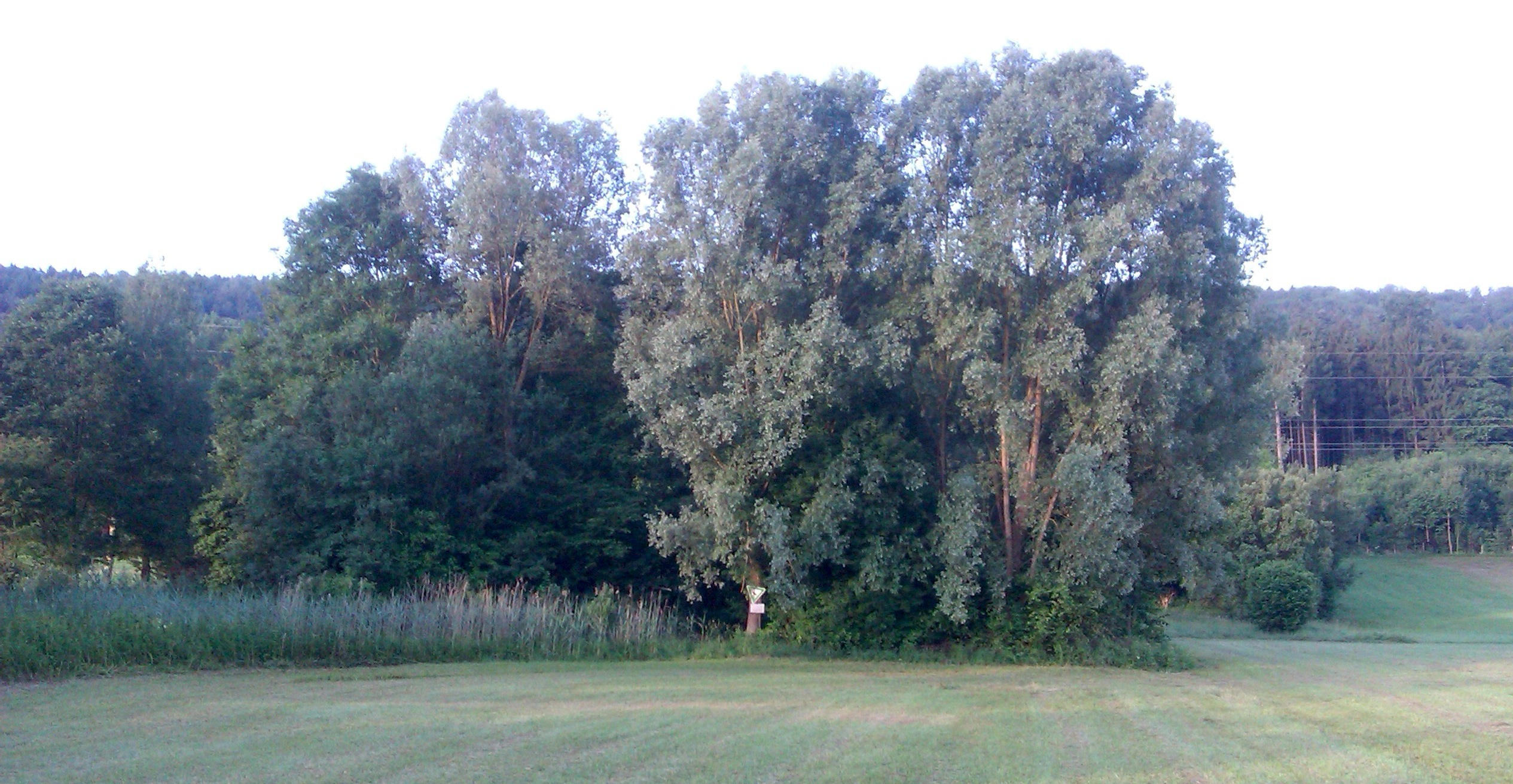
Naturdenkmal „Teiche in den Bäderwiesen“

Plüderhausen liegt am Stromberg-Schwäbischen-Wald-Weg, der an vielen Sehenswürdigkeiten vorbeiführt.
Im Waldgebiet vier Kilometer nördlich des Ortes liegt das Naturschutzgebiet Roter Burren. Es ist 4,7 Hektar groß und wurde 1975 ausgewiesen.

### Theater
- Theaterbrettle
- Theater hinterm Scheuerntor
- Walkersbacher Bauerntheater (alle zwei Jahre)

### Bauwerke
- Das Alte Rathaus, 1569 erbautes Fachwerkgebäude, mittlerweile als Restaurant genutzt.
- Die evangelische St. Margaretenkirche wurde um 1500 erbaut. Bei ihr steht seit dem Deutsch-Französischen Krieg (1871) ein Friedensbaum.
- Die katholische Herz-Jesu-Kirche. Die Kirche wurde 1997 renoviert.

### Remstal-Gartenschau 2019

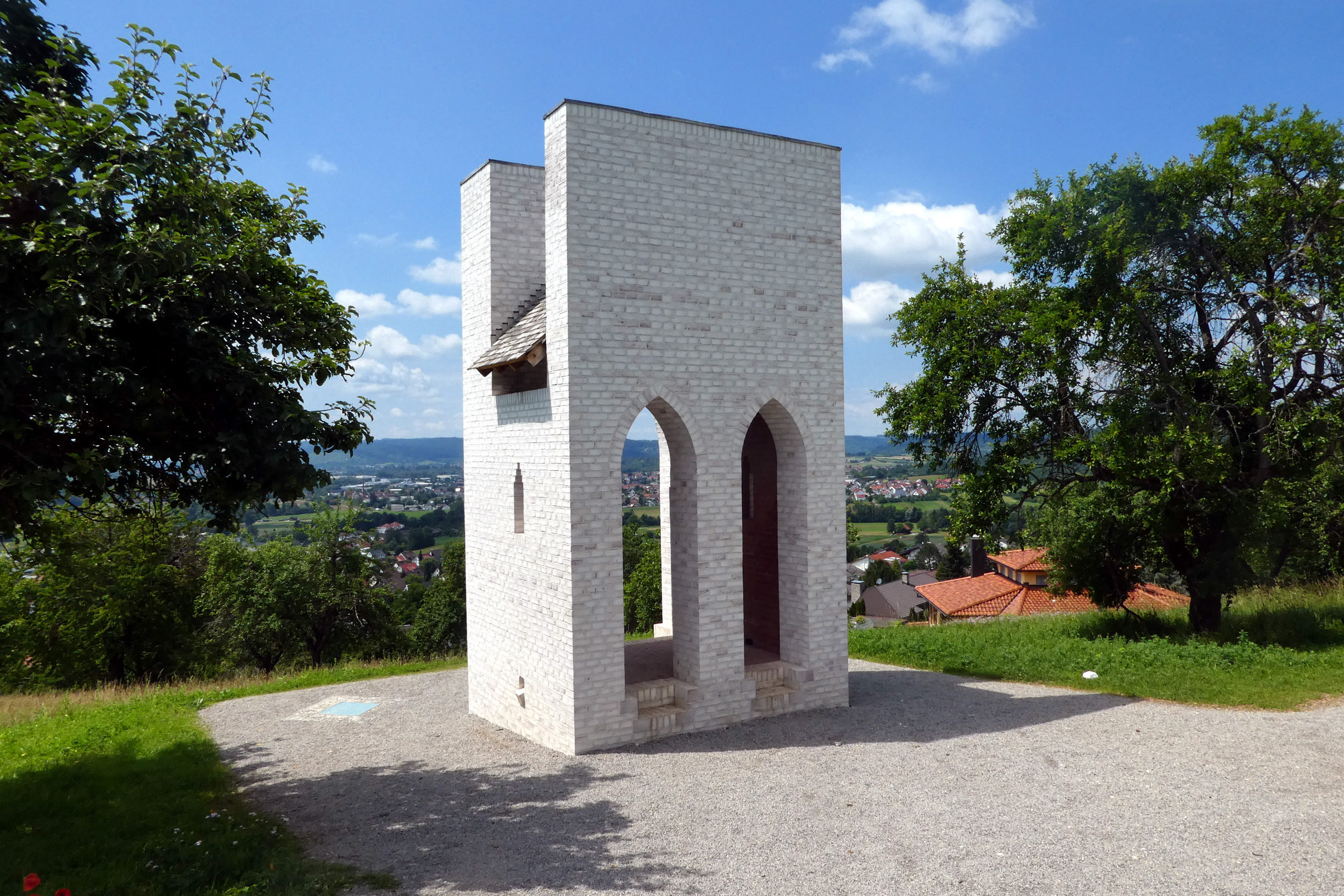
Hochzeitsturm

Vom 10. Mai bis 20. Oktober 2019 fand im Remstal ein Grünprojekt des Landes Baden-Württemberg statt, an dem sich auch Plüderhausen beteiligt. Diese Remstal Gartenschau 2019 gehört zu den „kleinen“ Gartenschauen, die sich jährlich mit den Landesgartenschauen abwechseln.
In diesem Zusammenhang wurde das Remsufer beim Alten Rathaus als „Remspark“ neu gestaltet. An den „16 Stationen“, dem Architekturprojekt der Gartenschau, beteiligte sich Plüderhausen mit einem  „Hochzeitsturm“. Dieser steht auf der „Hochzeitswiese“, wo seit den 1990er Jahren frischgetraute Brautpaare einen Obstbaum pflanzen.

### Sport
Die Tischtennisabteilung des SV Plüderhausen (SVP) spielte 14 Jahre in der ersten Bundesliga. Die Mannschaft war ETTU-Pokalsieger 2002, 2005 und 2009 und DTTB-Pokalsieger 2008 und spielte in der Saison 2009 damit in der Champions League der ETTU. 2014 stieg der Verein aus der 1. Bundesliga ab und meldete seine Lizenzspielerabteilung ab.
Die Fußballabteilung des SV Plüderhausen spielt derzeit in der Kreisliga B1 (Stand 2014). Die Jugendmannschaften reichen von den Bambini bis zur A-Jugend.
Des Weiteren besitzt der SV Plüderhausen eine Handballabteilung, die zurzeit eine Spielgemeinschaft mit dem SC Urbach bildet, eine Schachabteilung, eine Badmintonabteilung und eine Turnabteilung.

### Regelmäßige Veranstaltungen
- Die Plüderhäuser Festtage finden jährlich am Wochenende vor den Sommerferien statt. Sie dauern von Donnerstag bis Montag und bieten an diesen Tagen Fahrattraktionen, Festzelt und Abschlussfeuerwerk. Erstmals fanden sie vom 13. bis zum 15. Juli 1963 statt.[17]
- Der Plüderhäuser Flohmarkt des Handels- & Gewerbevereins findet jährlich am zweiten Sonntag im Oktober rund um den Marktplatz und die Staufenhalle statt, 2012 zum 30. Mal und mit rund 1500 Meter Standlänge.[18]

## Persönlichkeiten
- Der österreichische Jazzmusiker Oscar Klein (1930–2006) lebte zuletzt in Plüderhausen.
- Dieter Kleinmann (* 1953), Landtagsabgeordneter (FDP), wuchs in Plüderhausen auf und war hier Gemeinderatsmitglied.
- Thomas G. Hornauer (* 1960), Medienunternehmer und Gründer des Fernsehsenders Kanal Telemedial, lebt und arbeitet in Plüderhausen.
- Klaus Heininger (* 1961), Kommunalpolitiker, von 1989 bis 2001 Hauptamtsleiter in Plüderhausen
- Der deutsche Musiker und Medienschaffende Zam Helga (* 1968) lebt und arbeitet in Plüderhausen, wo er ein Tonstudio und eine Musikschule betreibt.
- Bernd Mayländer (* 1971), Ehem. Rennfahrer, Fahrer des FIA Safety Cars und Winzer lebt mit seiner Familie in Plüderhausen

### Söhne und Töchter der Gemeinde
- Sixt Jakob von Kapff (1735–1821), Jurist, Professor in Tübingen
- Jörg Vollmar (1923–2008), Chirurg
- Erich Retter (1925–2014), Fußballnationalspieler
- Joachim Speidel (* 1947), Elektroingenieur, Professor für Nachrichtenübertragung an der Universität Stuttgart